# Masaki Satō
Masaki Satō (佐藤 優樹 Satō Masaki?,  Sapporo, Hokkaidō, 7 de mayo de 1999) es una cantante de J-Pop japonesa, miembro de la décima generación del grupo femenino Morning Musume hasta diciembre del 2021

## Primeros años
Satō nació el 7 de mayo de 1999 en la ciudad de Sapporo, Hokkaidō, como la mayor de tres hermanas. Su nombre de pila, "Masaki", significa "gran árbol de madera" y es un nombre masculino común en lugar de uno femenino. Cuando audicionó para ingresar a Morning Musume, Satō aún era una estudiante de primaria de sexto grado. En abril de 2016, ingresó a su segundo año de escuela secundaria y actualmente se encuentra cursando su último año.

## Carrera

### Morning Musume
En 2011, Satō participó en las audiciones para unirse a la décima generación de Morning Musume. Durante septiembre, apareció semanalmente en el programa de televisión Hello Pro! Time en el segmento dedicado a las audiciones. El 29 de septiembre de 2011, durante un concierto en Nippon Budokan, se anunció que Satō aprobó las audiciones junto con Haruna Iikubo, Ayumi Ishida y Haruka Kudō.
El 11 de enero de 2012, Nippon Television comenzó a transmitir el drama semanal Sūgaku Joshi Gakuen con Satō en el papel de Rion Miyamasu. La serie se convirtió en su debut como actriz. El 18 de abril de ese mismo año, se anunció que Reina Tanaka y los miembros de la novena y décima generación participarían en una obra teatral titulada Stacey's Shōjo Saisatsu Kageki. El musical se realizó del 6 al 12 de junio.
El 13 de mayo, se dio a conocer información sobre un evento de los miembros de la novena y décima generación de Morning Musume, así como también de miembros de la segunda generación de Angerme, titulado Mosuma FC Event ~Gachi ☆ Kira~. Tuvo lugar los días 15, 18 y 20 de junio en Yokohama Blitz. El 10 de octubre, se anunció que Satō sería miembro de la nueva unidad musical "Harvest" junto con Erina Ikuta, Ayumi Ishida y Akari Takeuchi.

## Vida personal

### Problemas de salud
La salud de Satō ha sido bastante precaria a lo largo de sus años como cantante. El 11 de enero de 2013, se anunció que Satō —entonces de trece años de edad— había estado en receso desde el 31 de diciembre debido a una fiebre alta, que más tarde fue diagnosticado como linfadenitis cervical en el lado izquierdo de su cuello. Satō estuvo ausente durante todos los eventos que se llevaron a cabo entre el 31 de diciembre y el 17 de enero.
El 22 de diciembre de 2016, se anunció que Satō había sufrido una lesión en la espalda y se le diagnosticó una hernia discal lumbar después de padecer dolor agudo. En esta ocasión también estuvo ausente de los eventos del grupo, incluyendo el Morning Musume '16 x Angerme FC Event "Gachi☆Kira Christmas Sen el 24 de diciembre. El 28 de diciembre, se anunció que Satō nuevamente estaría ausente en el concierto Hello! Project Countdown Party 2016 ~Good Bye & Hello!~, así como también de los shows del 2 de enero al 4 de enero de la gira de invierno de Hello! Project de 2017 debido a su lesión en la espalda. 
El 6 de enero de 2016, se anunció que Satō se tomaría un descanso de las actividades del grupo hasta fines de febrero. La hernia discal de Satō fue examinada de nuevo dos días antes, y su doctor concluyó que todavía no estaba en condiciones de volver a actuar en el escenario. Más adelante, la representante de Up-Front Promotion y la propia Satō revelaron que se le había diagnosticado una posible hernia discal en junio de 2015, pero que no tuvo suficiente tiempo para tratarla. Satō se sometió a fisioterapia durante enero y febrero. El 24 de febrero, se anunció que Satō regresaría a sus actividades el 18 de marzo, el mismo día de apertura de la gira de conciertos de primavera de Morning Musume. Sus doctores subrayaron que aunque podía continuar lentamente con sus actividades, aún no se había recuperado del todo y no debía arriesgarse a sufrir más lesiones. Up-Front y la familia de Satō expresaron su preocupación de que volviera al trabajo, pero Satō aseguró que conoce su cuerpo mejor que nadie y que continuaría entrenando para su regreso.

## Grupo y unidades de Hello! Project
- Morning Musume (2011–2021
- Harvest (2012-2016)
- Jurin (2013-2016)
- Sato no Akari (2014-2016)
- Morning Musume 20th (2017-2018)

## Discografía

### DVD
- Greeting: Satō Masaki (Greeting 〜佐藤優樹〜?) (2012, e-Hello! serie)[11]

### Singles
Morning Musume
- "Pyoco Pyoco Ultra" (2012)
- "Ren'ai Hunter" (2012)
- "One Two Three / The Matenrō Show" (2012)
- "Wakuteka Take a Chance" (2012)
- "Help Me!! (Morning Musume song)|Help Me!!" (2013)
- "Brainstorming / Kimi Sae Ireba Nani mo Iranai" (2013)
- "Wagamama Ki no Mama Ai no Joke / Ai no Gundan" (2013)
- "Egao no Kimi wa Taiyō sa / Kimi no Kawari wa Iyashinai / What is Love?"  (2014)
- "Toki o Koe Sora o Koe / Password is 0" (2014)
- "Tiki Bun / Shabadaba Dū / Mikaeri Bijin" (2014)
- "Seishun Kozo ga Naiteiru / Yūgure wa Ameagari / Ima Koko Kara" (2015)
- "Oh My Wish! / Sukatto My Heart / Ima Sugu Tobikomu Yūki" (2015)
- "Tsumetai Kaze to Kataomoi / Endless Sky / One and Only" (2015)
- "Utakata Saturday Night! / The Vision / Tokyo to Iu Katasumi" (2016)
- "Sexy Cat no Enzetsu / Mukidashi de Mukiatte / Sou Janai" (2016)
- "Jama Shinaide Here We Go! / Dokyū no Go Sign / Wakaindashi!" (2017)
- Kudo Haruka & Sato Masaki (Morning Musume '17) "Miss Henka!!" (2017)
- "Are you Happy' / A gonna" (2018)
- "Furari Ginza / Jiyuu na Kuni Dakara" (2018)
- "Seishun Night / Jinsei Blues" (2019)
- KOKORO&KARADA/ LOVEpedia/ Ningen Kankei no Way Way (2020)
- Junjou Evidence / Gyuusaretai Dake na no ni (2020)
- Teenage Solution / Yoshi Yoshi Shite Hoshii no / Beat no Wakusei (2021, último single como miembro de Morning Musume)

## Filmografía

### Televisión
- Sūgaku Joshi Gakuen (2012) como Rion Miyamasu